# Finn Balstad
Finn Balstad ou Folke Bålstad est un ancien arbitre norvégien de football des années 1950.

## Carrière
Il a officié dans des compétitions majeures :
- Coupe de Norvège de football 1951 (finale)
- JO 1952 (1 match)